# هادسونز بی کمپانی
هادسونز بی کمپانی (به انگلیسی: Hudson's Bay Company)(به فرانسوی: Compagnie de la Baie d'Hudson) یا شرکت خلیج هادسون شرکت خرده‌فروشی کانادایی است، که مالک شبکه گسترده‌ای از مراکز خرید و فروشگاه‌های پوشاک، کفش، لوازم آرایشی، کالاهای لوکس و جواهرات در ایالات متحده آمریکا، کانادا، بلژیک، آلمان و بریتانیا می‌باشد.
این شرکت که در سال ۱۶۷۰ تأسیس شد و در حقیقت قدیمی‌ترین شرکت تجاری در آمریکای شمالی است که در تاریخچهٔ خود سیاست‌ها و شکل‌های گوناگونی داشته، از فروش محصولات تجملاتی گرفته تا گشایش شعب فروشگاه‌های زنجیره‌ای گسترده را دارد.
هادسونز بی کمپانی در حال حاضر بیش از ۴۶۰ فروشگاه و ۶۶۰۰ کارمند در سراسر جهان دارد. و امروزه یکی از بزرگ‌ترین فروشگاه‌های زنجیره‌ای در جهان محسوب می‌شود که با استفاده از ارزش خرید املاک و افزایش دارایی‌های ثابت، موفقیت خود را گسترش داده‌است. این شرکت هم‌اکنون مالک شرکت‌های لرد اند تیلور، ساکس فیفت اونیو، هادسون بی، گالریا کاوفهوف و هوم اوتفیتر می‌باشد.
دفتر مرکزی این شرکت در شهر تورنتو قرار دارد و بخشی از سهام آن در بازار بورس تورنتو معامله می‌شود.
در سال ۲۰۰۶، یک تاجر آمریکایی به نام جری ذاکر، هادسونز بی کمپانی را به قیمت ۱٫۱ میلیارد دلار خریداری کرد، بنابراین دیگر یک شرکت کانادایی نیست. این شرکت بیشتر فعالیت‌های اروپایی خود را تا اوت ۲۰۱۹ فروخت و فروشگاه‌های باقیمانده آن در هلند تا پایان سال ۲۰۱۹ بسته شدند. هادسونز بی کمپانی مالک فروشگاه‌های Saks Fifth Avenue و Saks Fifth Avenue Off 5 در ایالات متحده است. اکثر فعالیت‌های دیگر آمریکا تا اواسط سال ۲۰۱۹ فروخته شد و آخرین فروشگاه‌های باقی مانده (زنجیرهٔ لرد و تیلور) قبل از پایان سال ۲۰۱۹ فروخته شد.